# David von Fletscher
David von Fletscher (ur. 1646 w Annabergu, zm. 16 lipca 1716) – saski kupiec pochodzenia szkockiego związany z Lipskiem, królewsko-polski i elektorsko-saski tajny radca i właściciel dóbr rycerskich.

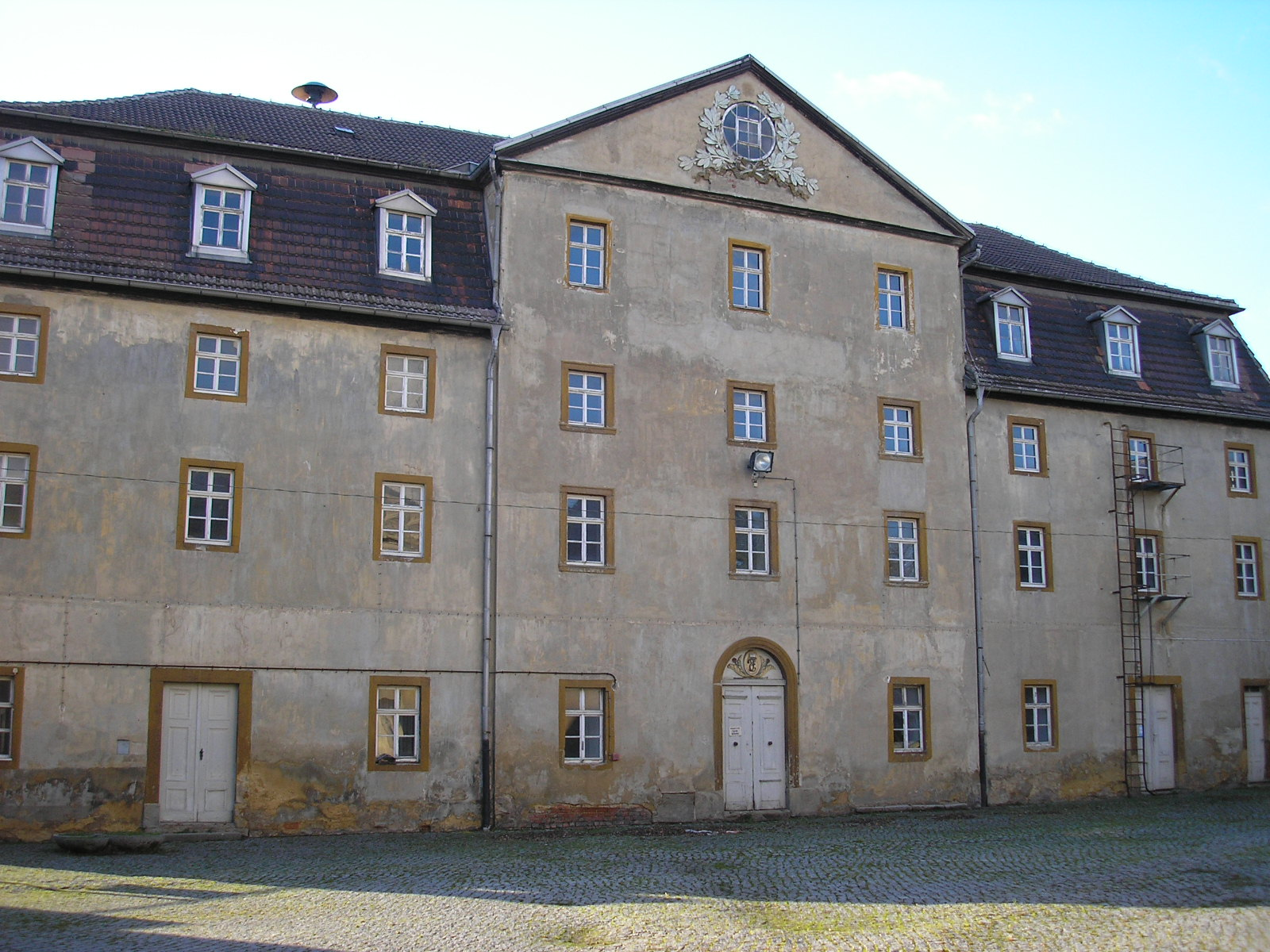
Pałac von Fletschera w Crossen

W 1698 zakupił dobra rycerskie Wiederau koło Pegau, a w 1700 Crossen. Na początku XVIII wieku wzniósł w Crossen barokowy pałac.
Jego synem był Thomas August von Fletscher, dworzanin króla Augusta II Mocnego, królewsko-polski i elektorsko-saski radca dworu.